# Legion (cómic)
Este es un artículo sobre el personaje de cómics. Para los grupos de superhéroes, ver Legión de Super Héroes o L.E.G.I.O.N.
Legión es un supervillano ficticio del Universo DC.

## Historia del personaje
En épocas antiguas, los Green Lantern Corps se encontraron con el planeta Tchk-Tchk en el Sector Espacial 407. Este planeta era el hogar de una raza de insectos muy agresivos que, luego de conquistar su propio planeta, comenzó a extenderse por el resto de la galaxia. Por este motivo, los Guardianes del Universo decidieron enviar a los Linterna Verde para hacer retroceder a los tchk-tchkii y sellar su planeta.
Al ser incapaces de escapar, los tchk-tchkii gastaron velozmente sus recursos alimenticios y comenzaron a morir. Cuando se dieron cuenta de lo que sucedía, dedicaron toda su atención a su nuevo invento, el Cuenco de Almas, dentro del que todas sus mentes se convertían en una. Una vez que entraron todas las mentes, se construyeron un nuevo cuerpo y se llamaron Legión.
Legión descubrió rápidamente que era lo bastante poderoso para atravesar la barrera de los Lantern y se propuso vengarse de los Guardianes. Consiguió matar a los Linterna Verde de los sectores espaciales 2817, 2816 y 2815 antes de encontrarse con Abin Sur. El Linterna Verde no pudo lastimar a Legión debido a que era de color amarillo, pero logró escapar.
Siguiendo el rastro de energía de Abin Sur, Legion se encontró en la Tierra y allí, después de enterarse de la muerte de Abin Sur, buscó matar a su reemplazante, Hal Jordan.
Cuando encontró a Jordan, su anillo se había vaciado y esto condujo a que Legión creyera que había perdido el rastro. Furioso, destruyó todos los lugares donde el anillo había estado. Jordan aprovechó la oportunidad para ir a la nave espacial de Abin Sur y recargar su anillo que nuevamente atrajo a Legión. Jordan hizo explotar los reactores de la nave, protegiéndose con su anillo, y luego creyó que Legión había muerto.
Sin embargo, Legión había escapado a la luna para continuar su venganza. Cuando Jordan fue llamado para que Kilowog lo entrenara, Legión se dirigió a Oa para un asalto final contra los Guardianes. Rompió sus defensas fácilmente, y Jordan y Kilowog fueron obligados a ayudar en la defensa de Oa. Nada parecía capaz de detenerlo y muchos LV murieron. Legión alcanzó la ciudadela de los Guardianes, pero Jordan, pensando con toda rapidez, lo cubrió con barro (de forma que su anillo pudiera afectarlo) y destrozó su armadura creyendo que esto lo mataría. En cambio, su consciencia absorbió el poder de Oa y creció en proporciones inmensas.
Los Guardianes huyeron de Oa, pero Jordan se quedó para enfrentar a Legión y se alzó dentro de la Batería de Poder Central, obteniendo un poder inmenso con el que fue capaz de arrojar a Legión al espacio. Luego, los demás Linterna Verde lo llevaron de regreso a Tchk-Tchk para, con suerte, empezar una nueva vida.
- Datos: Q3545289